# Novales
Novales – gmina w Hiszpanii, w prowincji Huesca, w Aragonii, o powierzchni 20,08 km². W 2011 roku gmina liczyła 177 mieszkańców.